# Конрад фон Хонщайн
Конрад фон Хонщайн (на немски: Konrad von Hohnstein; † 1145) е благородник от род Хонщайн в Харц в Тюрингия.
Той е син на граф Берингер фон Зангерхаузен († пр. 25 юли 1110) и съпругата му Бертрада фон Ветин († 1145), дъщеря на граф Конрад фон Ветин († сл. 1040) и Отехилдис фон Катленбург. Внук е на граф Лудвиг I Брадати фон Шауенбург († 1055/1080) и Цецилия фон Зангерхаузен, наследничка на Зангерхаузен. Племенник е на граф Лудвиг II Скачащия фон Тюрингия († 1123), който е баща на Удо I фон Тюрингия (1090 – 1148), епископ на Наумбург (1125 – 1148). Конрад фон Хонщайн е брат на Кундигунда фон Зангерхаузен, омъжена за Тимо фон Випра.
Конрад фон Хонщайн основава „графската династия фон Хонщайн“. Родът Хонщайн управлява в множество графства и изчезва през 1593 г.

## Фамилия
Конрад фон Хонщайн се жени за жена с неизвестно име и има една дъщеря:
- Райнвег фон Хонщайн († ок. 1180/1190), омъжена за Хезико фон Баленщет-Орламюнде († 1178), син на граф граф Херман I фон Ваймар-Орламюнде († 1176); той е брат на граф Зигфрид III фон Ваймар-Орламюнде († 1206), женен за София Датска († ок. 1211), дъщеря на крал Валдемар I Датски (1131 – 1182). Родители на:
  - Лутрад фон Хонщайн, омъжена на 31 август 1858 г. за граф Елгер I фон Илфелд-Хонщайн († 13 януари 1190), вдовец на леля ѝ Бертрада фон Хонщайн

Конрад фон Хонщайн се жени втори път и има една дъщеря:
- Бертрада фон Хонщайн, омъжена за Аделгер/Елгер I фон Илфелд-Хонщайн († 13 януари 1190), граф на Илфелд (1174 – 1188) и Хонщайн (1182 – 1190), син на граф Аделгер фон Илфелд († сл. 1128); родители на:
  - Елгер II фон Хонщайн († 16 септември 1219), граф, женен за бургграфиня Ода фон Магдебург
  - Фридрих фон Хонщайн († 1201?)